# Ивашевский, Ксанфий Николаевич
Ксанфий Николаевич Ивашевский (17 ноября 1925, дер. Спирино, Северо-Двинская губерния — 19 октября 1980, Великий Устюг, Вологодская область) — участник Великой Отечественной войны; командир отделения 19-го стрелкового полка 90-й стрелковой дивизии; старший сержант.

## Биография
Родился 17 ноября 1925 года в деревне Спирино (ныне в Великоустюгском районе Вологодской области) в семье крестьянина. Русский. Окончил 7 классов. Трудился в колхозе.
В Красной Армии и на фронте в Великую Отечественную войну с ноября 1943 года.
Заместитель командира отделения 19-го стрелкового полка младший сержант Ксанфий Ивашевский 4 июля 1944 года в период боев за населённый пункт Харьюла при отсутствии телефонной связи с контрольным пунктом батальона доставил срочное донесение, по пути обратно устранил повреждения на линии связи. Участвовал в отражении контратаки противника, вывел из строя несколько вражеских солдат. Приказом от 16 июля 1944 года «за образцовое выполнение заданий командования в боях с немецко-фашистскими захватчиками» младший сержант Ивашевский Ксанфий Николаевич награждён орденом Славы 3-й степени.
Заместитель командира отделения 19-го стрелкового полка Ксанфий Ивашевский 17 сентября 1944 года в боях севернее города Тарту первым ворвался во вражескую траншею, из личного оружия и гранатами истребил более десяти гитлеровцев и одного взял в плен. Приказом от 10 ноября 1944 года «за образцовое выполнение заданий командования в боях с немецко-фашистскими захватчиками» младший сержант Ивашевский Ксанфий Николаевич награждён орденом Славы 2-й степени.
Командир отделения 19-го стрелкового полка старший сержант Ксанфий Ивашевский при прорыве обороны противника с 14 по 15 января 1945 года в районе Швелице со своим отделением первым поднялся в атаку. В рукопашной схватке бойцы истребили около двадцати гитлеровцев, нескольких взяли в плен. 15 января 1945 года в боях в районе города Чарностув Ксанфий Ивашевский из автомата сразил тринадцать гитлеровцев, а четверых взял в плен. Был ранен, но поля боя не покинул. Указом Президиума Верховного Совета СССР от 24 марта 1945 года «за образцовое выполнение заданий командования в боях с немецко-фашистскими захватчиками» старший сержант Ивашевский Ксанфий Николаевич награждён орденом Славы 1-й степени, став полным кавалером ордена Славы.
В 1945 году К. Н. Ивашевский демобилизован из рядов Красной Армии. В течение 15 лет проживал в Воркуте. С 1953 года работал нарядчиком лагерного отделения № 15, здесь же помощником инспектора спецчасти, затем в геологической разведке. Затем жил и работал в городе Великий Устюг Вологодской области. Скончался 19 октября 1980 года; похоронен в Великом Устюге.
Награждён орденами Славы 1-й, 2-й и 3-й степеней, медалями, в том числе медалью «За отвагу» (19.6.1944).

## Память
В Морозовице, центре Трегубовского сельсовета, у памятника воинам, погибшим в годы Великой Отечественной войны, установлены шесть пилонов в честь Героев Советского Союза и полных кавалеров Ордена Славы, один из них — в честь Ксанфия Николаевича Ивашевского.